# Le Berger
Le Berger est une nouvelle de Théophile Gautier publiée pour la première fois en mai 1844.

## Résumé
Comme Giotto, le pâtre Petit-Pierre, encouragé par son curé et un peintre de passage, deviendra un artiste renommé.

## Éditions
- 1844  Le Berger : Le Musée des familles, tome XI, mai 1844, pp. 225-232.
- 1852  Le Berger, tome II de La Peau de tigre (éditeur Souverain)